# ティー ワイ リミテッド
株式会社ティー ワイ リミテッド（T. Y. Limited, Inc.）は、東京都港区に本社を置く企業で、音楽や映像などのコンテンツビジネスを中心にコンサルティング業務を行っている。

## 沿革
- 1988年（昭和63年）3月 - 株式会社トーマス・ヨダ・リミテッドを設立。
- 2001年（平成13年）4月 - 株式会社ティー ワイ リミテッドに社名変更。
- 2005年（平成17年）
  - 1月 - 本社を南青山2丁目TYビルに移転。
  - 3月 - 株式会社ドリーミュージックを子会社化。
- 2008年（平成20年）
  - 4月 - 本社を現在地に移転。
  - 8月 - 株式会社インデックス ミュージックを完全子会社化し、同社を株式会社ティー ワイ エンタテインメントに社名変更。
- 2009年（平成21年）
  - 7月 - 株式会社ギャガ・コミュニケーションズの株式の55%を取得し、子会社化する。
  - 9月 - 子会社の株式会社ギャガ・コミュニケーションズが、ギャガ株式会社に社名変更。

## 取引銀行
- 三菱UFJ銀行 青山支店

## 関連会社
- 株式会社ティー ワイ エンタテインメント
- ギャガ株式会社
- 株式会社ドリーミュージック
- フィロソフィア株式会社
- 株式会社ティ・ジョイ - 東映や東急レクリエーションなども出資。
- アイティア株式会社